# Tillandsia lineatifolia
Espèce
Classification phylogénétique
Tillandsia lineatifolia Mez est une espèce de plantes à fleurs de la famille des Bromeliaceae trouvée au Venezuela.
L'épithète lineatifolia signifie « à feuille lignée » et se réfère aux veines parallèles ornant les feuilles.

## Protologue et Type nomenclatural
Tillandsia lineatifolia Mez in C.DC., Monogr. Phan. 9: 686, n° 25 (1896)
Diagnose originale :
« foliis dense rosulatis, adultis supra +/- glabris subtus tessellatim lepidotis; inflorescentia simplicissima, optime disticha flabellata ; bracteis dense imbricatis, dorso glabris laevissimisque, apice obtusiusculis, sepala longe superantibus ; floribus erectis ; sepalis aequaliter liberis. »
Type : leg. Fendlern, n° 2447 ; « Venezuela, mare inter et Petaquiram, alt. 1150 m. » ; Herb. Goett.

## Synonymie

### Synonymie nomenclaturale
- (aucune)

### Synonymie taxonomique
- Tillandsia anceps Lodd[2]
- Tillandsia xiphostachys Griseb[1].

## Écologie et habitat
- Biotype : plante herbacée en rosette acaule monocarpique vivace par ses rejets latéraux ; épiphyte[1].
- Habitat : ?
- Altitude : 1150 m[1].

## Distribution
- Amérique du sud :
  -  Venezuela[1]